# Arvieu
Arvieu település Franciaországban, Aveyron megyében. Lakosainak száma 765 fő (2022. január 1.). Arvieu Alrance, Auriac-Lagast, Canet-de-Salars, Salles-Curan, Salmiech és Trémouilles községekkel határos.

## Népesség
A település népességének változása:
| Lakosok száma | 1234 | 1082 | 880  | 865  | 842  | 787  | 783  | 782  | 764  | 765  |
|               | 1968 | 1982 | 1999 | 2006 | 2011 | 2015 | 2017 | 2018 | 2020 | 2022 |